# Antonio Sabàto
Pour les articles homonymes, voir Sabato.
Antonio Sabàto, né le 2 avril 1943 à Montelepre et mort le 6 janvier 2021, est un acteur italien. Il est le père d'Antonio Sabàto, Jr.

## Filmographie partielle
- 1965 : Lo scandalo d'Anna Gobbi
- 1966 : Grand Prix de John Frankenheimer
- 1968 : Barbarella de Roger Vadim
- 1968 : Pas de pitié pour les salopards (Al di là della legge) de Giorgio Stegani
- 1968 : Aujourd'hui ma peau, demain la tienne (I tre che sconvolsero-vado, vedo e sparo) d'Enzo Girolami
- 1969 : Deux fois traître (Due volte Giuda) de Nando Cicero
- 1969 Love Maker - L'uomo per fare l'amore Regia de Ugo Liberatore
- 1970 : Et vint le jour des citrons noirs (E venne il giorno dei limoni neri) de Camillo Bazzoni
- 1971 : Il était une fois à El Paso (I senza Dio / Yo los mato, tu cobras la recompensa) de Roberto Bianchi Montero
- 1971 : L'Œil de l'araignée (L'occhio del ragno) de Roberto Bianchi Montero
- 1971 : Quand les femmes étaient femelles (Quando gli uomini armarono la clave e... con le donne fecero din-don) de Bruno Corbucci et Pasquale Festa Campanile
- 1972 : Miss Dynamite (Tutti fratelli nel West... per parte di padre / Todo hermanos... en el Oeste) de Sergio Grieco
- 1972 : Le Nouveau Boss de la mafia (I familiari delle vittime non saranno avvertiti) d'Alberto De Martino
- 1972 : Le Tueur à l'orchidée (Sette orchidee macchiate di rosso) d'Umberto Lenzi
- 1973 : La Guerre des gangs (Milano rovente) d'Umberto Lenzi
- 1974 : Un poing, c'est tout (...Questa volta ti faccio ricco ! / Zwei schlitzohren in der gelben hölle) de Gianfranco Parolini
- 1975 : ...a tutte le auto della polizia... de Mario Caiano
- 1976 : MKS... 118 (Poliziotti violenti) de Michele Massimo Tarantini
- 1978 : La Guerre des robots (La guerra dei robot) d'Al Bradly
- 1979 : Les Contrebandiers de Santa Lucia (I contrabbandieri di Santa Lucia) d'Alfonso Brescia
- 1983 : Les Guerriers du Bronx 2 (Fuga dal Bronx) d'Enzo G. Castellari
- 1983 : Tonnerre (Thunder) de Fabrizio De Angelis
- 1984 : Touareg, le Guerrier du désert (Tuareg - Il guerriero del deserto) d'Enzo G. Castellari
- 1985 : Cinq Salopards en Amazonie (I cinque del Condor / Squadra salvaggia) d'Umberto Lenzi
- 1988 : Bye Bye Vietnam de Camillo Teti : Razor